# 盐城市人民政府
盐城市人民政府，是中华人民共和国江苏省盐城市的市级国家行政机关。与其它市级人民政府类似，是盐城市境内地位次于中国共产党盐城市委员会的施政机构。

## 沿革
西周前为“淮夷”地。汉武帝元狩四年（前119年）始建盐渎县。东晋安帝义熙七年（411年），因“环城皆盐场”更名盐城。南北朝先设射阳郡，后改盐城郡。隋大业末年（618年），韦彻据盐城称王立射州，分射阳、新安、安乐3县。唐武德七年（624年），废射州复盐城县，属楚州；乾元元年（758年），置盐城监以管楚州盐务。南唐升元元年（937年），划属泰州并设海陵监驻东台场，以监管南北盐场，东台名始见史书。宋代属楚州。元代隶扬州路、淮安路（后改扬州府、淮安府）。明清时分属扬州、淮安2府。其间，阜宁于清雍正九年（1731年）建县，东台于乾隆三十三年（1768年）建县。民国年间先属淮扬道，后废道隶省，先后设江苏省行政第十督察区、盐城行政督察区、第六行政督察区，治所均设盐城。1941年9月，盐阜区行政公署成立，盐城分为盐城、盐东、建阳3县，阜宁分为阜宁、阜东2县，盐阜行政区辖盐城、盐东、建阳、阜宁、阜东、淮安、涟水7县和涟灌阜边区办事处；东台县属苏中二分区。1942年4月，析射阳河以南、串场河以东、黄沙港以北建射阳县，同时将涟灌阜边区改为潮南县（后改滨海县）；5月，析东台北部建台北县，均属苏中二分区；11月，东台、泰东2县并为东台县。1944年10月，台北县并入东台县，因二分区撤销改隶苏中四分区。1945年10月，盐阜行政区改为盐阜分区；11月，东台县析出小海、滨海和堤东区，与9月成立的大中集垦区特区合并为台北县；12月，盐阜分区改为苏皖边区五分区，辖盐城、盐东、建阳、阜宁、阜东、射阳、滨海、淮安、涟东9县；原苏中三、四分区合并为苏皖边区一分区，东台、台北二县均隶一分区。1947年2月，以通榆公路为界改五分区为新的五分区和十一分区，路西的盐城、建阳、阜宁、涟东、淮安5县为五分区，路东的盐东、射阳、阜东、滨海4县为十一分区；9月，五分区和十一分区又合为五分区，仍辖9县。1949年5月，苏皖边区一、五分区改为泰州行政区和盐城行政区，盐城行政区辖盐城、盐东、建阳、阜宁、阜东、射阳、滨海、淮安、涟东9县，东台、台北属泰州行政区；11月，盐东、阜东分别并入射阳、滨海。1950年1月起，东台、台北划属盐城行政区；6月，涟东县划属淮阴行政区。1951年7月，台北县更名大丰县，建阳县更名建湖县。1953年1月，江苏省人民政府成立，盐城专区辖盐城、东台、大丰、建湖、射阳、阜宁、滨海和淮安8县。1954年10月，淮安县划归淮阴专区。1966年3月，析滨海县中山河以北建响水县。1968年3月，盐城专区革命委员会成立，各县相继成立县革委会。1971年5月，盐城专区改称盐城地区，仍辖8县。1978年10月，撤销盐城地区革命委员会，成立盐城地区行政公署。1983年3月，实行市管县新体制，撤销盐城地区和盐城县，建省辖市盐城市，同时将原盐城县盐城镇范围设置为市城区，原盐城县农村范围设置为市郊区，全市辖东台、大丰、建湖、射阳、阜宁、滨海、响水7个县和城区、郊区2个区。1987年12月，东台撤县改市。1996年7月，市郊区改设盐都县；8月，大丰撤县改市。2003年，市城区更名亭湖区，同时撤销盐都县设立盐都区。2015年8月，经国务院批准，撤销县级大丰市，设立盐城市大丰区。

## 机构设置
- 盐城市发改委
- 盐城市教育局
- 盐城市科技局
- 盐城市工信局
- 盐城市民宗局
- 盐城市公安局
- 盐城市民政局
- 盐城市司法局
- 盐城市财政局
- 盐城市人社局
- 盐城市自然资源和规划局
- 盐城市生态环境局
- 盐城市住建局市城管局
- 盐城市交通运输局
- 盐城市水利局
- 盐城市农业农村局
- 盐城市商务局
- 盐城市文广旅局市卫生健康委
- 盐城市退役军人事务局
- 盐城市应急管理局
- 盐城市审计局
- 盐城市外办
- 盐城市国资委
- 盐城市行政审批局
- 盐城市市监局
- 盐城市体育局
- 盐城市统计局
- 盐城市医保局
- 盐城市信访局
- 盐城市机关事务局
- 盐城市供销社
- 盐城市住房公积金管理中心
- 人民银行盐城市中心支行
- 盐城市档案局